# Садоха Павло Олексійович
Павло Олексійович Садоха (порт. Pavlo Sadokha) — активний громадський діяч української еміграції в Європі, Голова Спілки українців у Португалії (СУП)

## Життєпис
Народився 2 лютого 1970 р. у Львові в сім'ї українських інтелігентів-патріотів, які в умовах панування радянської цензури та тоталітарної пропаганди відкрито виховували в дітей любов і шану до всього українського, особливо до її історії. У 1977—1987 рр. навчався у Львівській СШ № 28. Після її закінчення працював на Львівському автобусному заводі.
У 1990 р. вступив на економічний факультет до Львівського національного університету ім. Івана Франка.  
У 1996 році працював на посаді економіста на ЛАЗі. 
3 грудня 1997 р. обіймав посаду бухгалтера у Львівській науковій бібліотеці ім. В. Стефаника, з 1999 р. — на посаді провідного інженера-програміста. 
З квітня 2000 р. на посаді спеціаліста фотовивідних процесів ЗАТ «Видавничий дім „Високий Замок“».
З червня 2000 р. працював на посаді спеціаліста валютного відділу львівської філії Акціонерного банку «Синтез».
У 2001 році через скрутне сімейне становище поїхав на заробітки до Португалії. З 2003 року економіст фірми «Парфумеш і компанія».
Окрім української та португальської, володіє також польською, англійською та російською мовами. Також має португальське й українське громадянство.

## Громадська діяльність

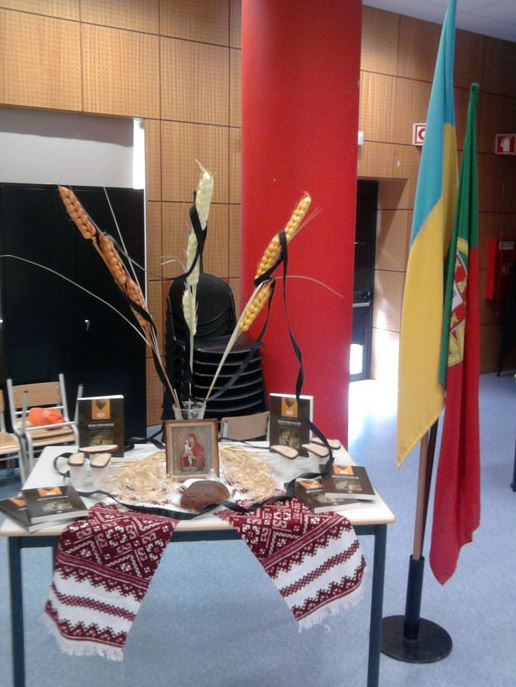
Презентація наукової збірки португальських істориків «Голодомор (1932—1933) — невідома українська трагедія»

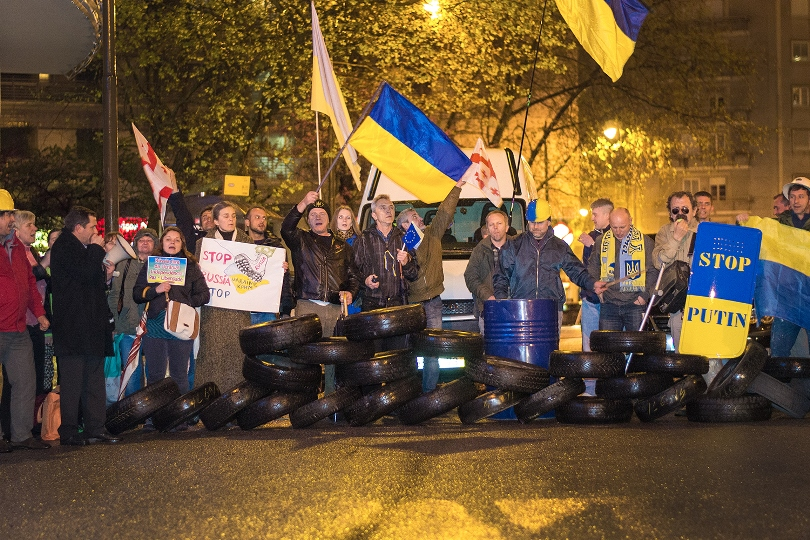
Мітинг навпроти посольства РФ у Лісабоні (листопад 2014)

Активно займався громадською діяльністю в товаристві «Віра і Світло». Брав участь у молодіжних прощах.
Прибувши до Португалії, сприяв формуванню релігійної громади УГКЦ у Лісабоні. Допомагав священнику о. Йосафату Ковалю готувати вісник «Писанка». Був серед засновників української громадської організації «Собор».
У 2004 році, після подій помаранчевої революції, співпрацював з газетою «Міст».
У 2005 році став членом Спілки українців у Португалії.
У 2008—2009 роках був редактором інформаційного вісника «Українці в Португалії».
З 2006 року — співорганізатор щорічної акції «Мирна хода» в Лісабоні, яка проводиться в місті щороку.
У 2008 році — активний учасник з організації в Португалії всесвітньої акції до 75-ї річниці вшанування пам'яті жертв Голодомору 32—33 рр. — «Незгасима свічка», а пізніше, всеукраїнської акції «Послання пам'яті» — лист-звернення до нащадків, яким випаде обов'язок вшановувати соті роковини страшного Геноциду проти українського народу — Голодомору 1932-33 років.
У 2009 році ініціює створення інтернет-видання СУП — «Українці у Португалії» — spilka.pt.
Щорічно бере активну участь в загальних зборах та Конгресах Світового Конґресу Українців, у форумах Української Всесвітньої Координаційної Ради, зборах та конференціях Європейського Конгресу Українців від Спілки українців у Португалії. 
У 2011 році на VI Звітно-виборчому з'їзді СУП обраний головою Спілки українців у Португалії.
У 2011 році обраний головою Комісії УВКР з питань української трудової міграції.
У 2013 році обраний головою Комісії Світового Конґресу Українців (СКУ) з питань громадян України за кордоном.
У 2013—2014 рр. — помічник народного депутата України Ю. Сиротюка у Португалії.
У 2013 році участь у презентації збірки наукових статей португальських істориків «Голодомор (1932—1933) — невідома українська трагедія», доклавши чималих зусиль для її видання. Був одним з ініціаторів створення збірки, ідея якої виникла після проведення «Днів української культури та історії у Лісабонському університеті» у 2009 році, під час яких була проведена наукова конференція щодо Голодомору 1932—1933 років в Україні.
У 2013—2014 рр. — участь в організації мітингів[недоступне посилання з липня 2019] на підтримку Євромайдану (у Португалії), а в 2014 р., з початку вторгнення РФ в Україну, участь в організації мітингів з метою привернення уваги португальського суспільства до питання російської військової агресії проти України, також ініціатор заяв, відкритих листів до урядовців Португалії всіх рівнів.
У 2014 році започатковує роботу інтернет-радіо «Радіо Спілка», а у 2016 році ініціює створення незалежного українського інтернет-телебачення у Португалії «Тризуб TV»
З 2014 участь в організації та налагодження роботи по допомозі воїнам АТО
Активна участь у популяризації української історії та культури в Португалії. Участь у парламентських слуханнях, конференціях, науково-практичних семінарах: «Трудова міграція», «Українське шкільництво за кордоном», «Роль емігрантів в розбудові нової Української держави», «Церква і Держава у служінні емігрантам». Участь[недоступне посилання з липня 2019] у першому форумі мігрантів УГКЦ центральної та західної Європи, ініційований ПМВ УГКЦ, та інше.
Участь у пресконференціях на Радіо Свобода, УНІАН, 5 канал, португальському ТБ. Інтерв'ю в провідних португальських, європейських та українських ЗМІ.
Автор багатьох статей, публікацій, заяв та виступів.

## Відзнаки та нагороди
- Орден «За заслуги» III ступеня (2017)[2]
- Медаль Всеукраїнського об'єднання «Країна» «За гідність та патріотизм» [недоступне посилання з липня 2019]
- Нагрудний «Знак пошани» Міністерства оборони України[3]

- Грамоти та подяки військових частин України за вагомий внесок[недоступне посилання з липня 2019] у підвищення боєздатності та зміцнення матеріально-технічної бази військових підрозділів.

## Сім'я
- Батько: Садоха Олексій Теодорович (1936 р. н.), за фахом юрист, пенсіонер

- Мати: Садоха Наталія Павлівна (1940 р. н.), патентознавець, пенсіонерка

- Дружина: Тереза Лемуш, вихователь дитячого навчально-виховного закладу в Португалії